# Stadio del Complesso sportivo olimpico di Salyan
Lo stadio del Complesso sportivo olimpico di Salyan m  è uno stadio  di calcio sito ad Salyan. Ha ospitato le partite casalinghe dell'Muğan dal 2007 al 2012